# Saint-Privat-d’Allier
Saint-Privat-d’Allier – miejscowość i gmina we Francji, w regionie Owernia-Rodan-Alpy, w departamencie Górna Loara. W 2013 roku populacja gminy wynosiła 388 mieszkańców.
1 stycznia 2017 roku połączono dwie wcześniejsze gminy: Saint-Didier-d’Allier oraz Saint-Privat-d’Allier. Siedzibą nowej gminy została miejscowość Saint-Privat-d’Allier, a gmina przyjęła jej nazwę.